# Büsnauer Wiesental
Büsnauer Wiesental ist ein mit Verordnung des Regierungspräsidiums Stuttgart vom 21. Dezember 1989 ausgewiesenes Naturschutzgebiet mit der Nummer 1.163.

## Lage
Das Naturschutzgebiet befindet sich im Naturraum Schönbuch und Glemswald. Es liegt auf dem Gebiet der Landeshauptstadt Stuttgart zwischen Büsnau und Vaihingen.

## Schutzzweck
Laut Verordnung ist der Schutzzweck die Erhaltung der vielfältig strukturierten Wiesenlandschaft als Lebensraum für zahlreiche im Ballungsraum stark gefährdete Pflanzen- und Tierarten.

## Flora und Fauna
Die Arteninventar-Liste des Gebiets enthält über 260 Pflanzenarten, 7 Amphibienarten und über 100 Vogelarten. Von den Pflanzenarten ist die Trollblume zu nennen, die im Mittleren Neckarraum zur Seltenheit geworden ist.
Bei den Amphibienarten handelt es sich um: Erdkröte, Laubfrosch, Teichfrosch, Kleiner Wasserfrosch, Grasfrosch, Bergmolch und Teichmolch. Bei den Vogelarten müssen Bekassine, Braunkehlchen und Waldschnepfe hervorgehoben werden.